# Beit Sahem
Beit Sahem (tiếng Ả Rập: بيت سحم, cũng đánh vần Bayt Sahm hoặc Beit Sahm) là một ngôi làng ở miền nam Syria, một phần hành chính của Quận Markaz Rif Dimashq của Tỉnh bang Dimashq, nằm ở ngoại ô phía đông nam Damascus. Các địa phương gần đó bao gồm Babbila ở phía tây, Jaramana ở phía bắc, Aqraba phía đông và Sayyidah Zaynab ở phía nam. Theo Cục Thống kê Trung ương Syria (CBS), Beit Sahem có dân số 15.667 trong cuộc điều tra dân số năm 2004.